# Вічна смерть
Вічна смерть — богословська концепція, яка, як протилежність вічного життя, розглядає вічність осуду.
За християнськими поглядами, такий стан душ грішників, засуджених на Страшному суді до вічних страждань у пеклі.
Джерелом життя душі є Бог. Ті ж душі, які протягом життя не шукали або свідомо відкинули Бога, не можуть самостійно з'єднатися з цим джерелом. І, не маючи його в собі, втрачають радість життя і впадають у вічну смерть. Можливо також, що в біблійних текстах під другою смертю розуміється саме вічна смерть.